# Розграбування Рима (1084)
Розграбування Рима у травні 1084 року — пограбування та руйнування Вічного міста нормандцями герцога Апулії Роберта Гвіскара, після того, як вони прибули в місто на заклик папи Григорія VII про захист від нападу імператора Генріха IV.

## Історія
У червні 1083 року імператор Священної Римської імперії Генріх IV взяв папу Григорія VII в облогу в замку Сант-Анджело в Римі. Замок вистояв і папа закликав на допомогу свого васала, нормандського герцога Апулії і Калабрії Роберта Гвіскара, який тоді воював з візантійським імператором Олексієм I Комніном на Балканах. Гвіскар повернувся на Італійський півострів і рушив на північ на чолі армії з 36 000 воїнів. Він увійшов до Риму та змусив Генріха відступити, але заворушення громадян призвели до триденного пограбування, після чого Гвіскар особисто супроводжував папу у Латеранський палац. Нормандці розграбували переважно старе місто, яке на той час було одним із найбагатших міст Італії. Після днів нескінченного насильства римляни повстали та змусили норманців підпалити місто. Багато будівель Риму були зруйновані на Капітолійському та Палатинському пагорбах разом з територією між Колізеєм та Латеранською галереєю. Зрештою, спустошене римське населення підкорилося нормандцям.